# La Jungle des tueurs
Pour plus de détails, voir Fiche technique et Distribution.
La Jungle des tueurs (L'affare Beckett) est un film d'espionnage franco-italien réalisé par Osvaldo Civirani et sorti en 1966.
C'est le second film d'espionnage d'Osvaldo Civirani après Opération Poker (it) sorti un an plus tôt.

## Synopsis
Rod Cooper est un agent de la CIA enquêtant sur le meurtre de Mme Beckett, qui était censée lui transmettre des informations importantes concernant une éventuelle conspiration internationale. Cooper est envoyé à Paris et parvient à s'infiltrer dans l'organisation du colonel Segura, chef d'une organisation clandestine anti-castriste. Ses découvertes le mèneront ensuite en Suisse et jusqu'au Nicaragua, alors sous administration Somoza.

## Fiche technique
Sauf indication contraire, les informations mentionnées dans cette section peuvent être confirmées par la base de données cinématographiques Unifrance,  présente dans la section « Liens externes ».
- Titre français : La Jungle des tueurs ou Jungle d'espions ou L'Affaire Beckett[2]
- Titre original : L'affare Beckett[3] ou Giugla di spie[2]
- Réalisation : Osvaldo Civirani
- Scénario : Roberto Gianviti (it)
- Photographie : Osvaldo Civirani[4]
- Montage : Gianmaria Messeri[4]
- Décors : Paola Mugnai
- Musique : Nora Orlandi
- Son : Alessandro Sarandrea[4]
- Costumes : Antonio Randaccio[4]
- Production : Salvatore Persichetti, Giulio Sbarigia, Vincenzo Buffolo, Robert de Nesle
- Sociétés de production : Fono Roma, Wonder Films, Comptoir Francais du Film
- Pays de production :  Italie -  France
- Langue de tournage : italien
- Format : Couleur - 2,35:1 - Son mono - 35 mm
- Durée : 95 minutes (1h35)[3]
- Genre : Espionnage[2]
- Dates de sortie :
  - Italie : 29 juillet 1966
  - France : 28 juillet 1968[2]

## Distribution
- Lang Jeffries : Rod Cooper
- Krista Nell : Paulette
- Andrea Scotti (sous le nom de « Andrew Scott ») : Steve
- Gianni Solaro (sous le nom de « John Writting ») : Colonel Segura
- Ivan Desny : Frederick
- Nathalie Nort : Helen
- Massimo Righi (sous le nom de « Max Dean ») : Green
- Carla Calò (sous le nom de « Carol Brown ») : Nadia
- Lilia Neyung (sous le nom de « Lilia Nejung ») : Laurie
- Giovanni Ivan Scratuglia : Le paysan
- Giorgio Cerioni (sous le nom de « George Greenwood ») : George
- Roberto Messina (it) (sous le nom de « Bob Messenger ») : Aumont
- Antonella Murgia : Anne
- Enrico Canestrini : Henry
- Aldo Bonamano : Alfred
- Mario Lanfranchi : Mark
- Mils Cooper : Mils
- Rossella Bergamonti : Roxy